# Велюр

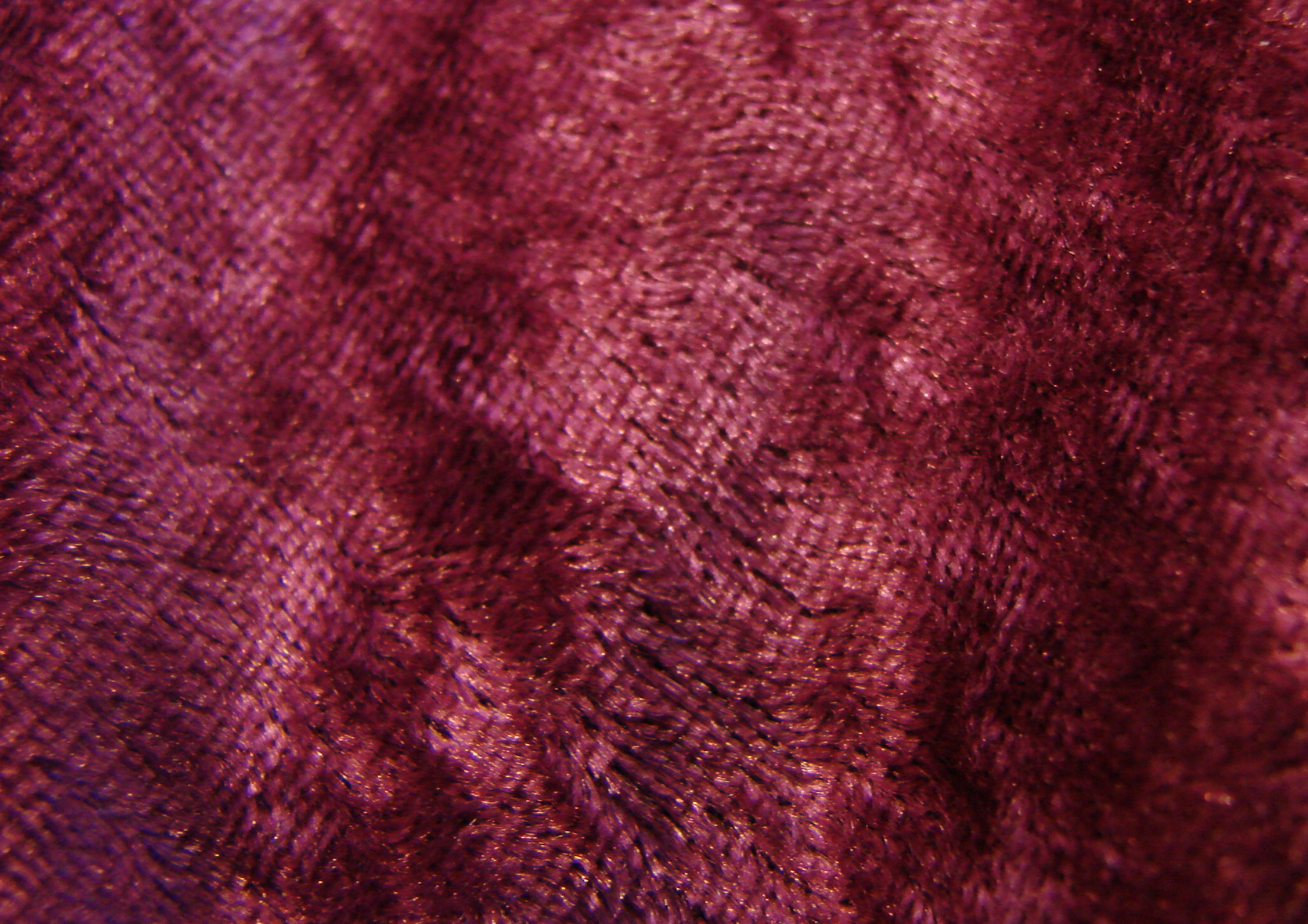
Пурпурный велюр

Велю́р (фр. velours «бархат», от лат. villosus «волосатый, мохнатый») — название некоторых материалов, имеющих мягкую ворсовую бархатистую лицевую поверхность.
Велюр — чистошерстяная ворсованная ткань из пряжи суконного прядения, имеющая ворс несколько более длинный, чем у бархата. По способу производства этот велюр называется разрезной. Одна из самых ценных велюровых тканей — драп-велюр, для изготовления которого используют лучшие сорта мериносовой шерсти.
По способу оформления ворса велюр может быть гладким, фасонным, тиснёным и других видов. Ворс при этом располагается по-разному: вертикально по всей ткани, на отдельных участках приглажен в одну сторону, с тиснением, с расчёсом по трафарету или укладкой в виде разнообразных рисунков.
В отличие от разрезного, петельчатый велюр — это трикотажное полотно, которое тянется и подходит для пошива одежды.
Велюр для обивки мягкой мебели сложных форм — это различные ворсовые ткани или трикотажные полотна, сочетающие натуральные хлопчатобумажные и шерстяные, а также химические волокна; бывают гладкокрашенные и набивные.
Велюр — также некоторые сорта бархата, плюша.